# Star SI 35/RU 35/TN 35/Atlantic

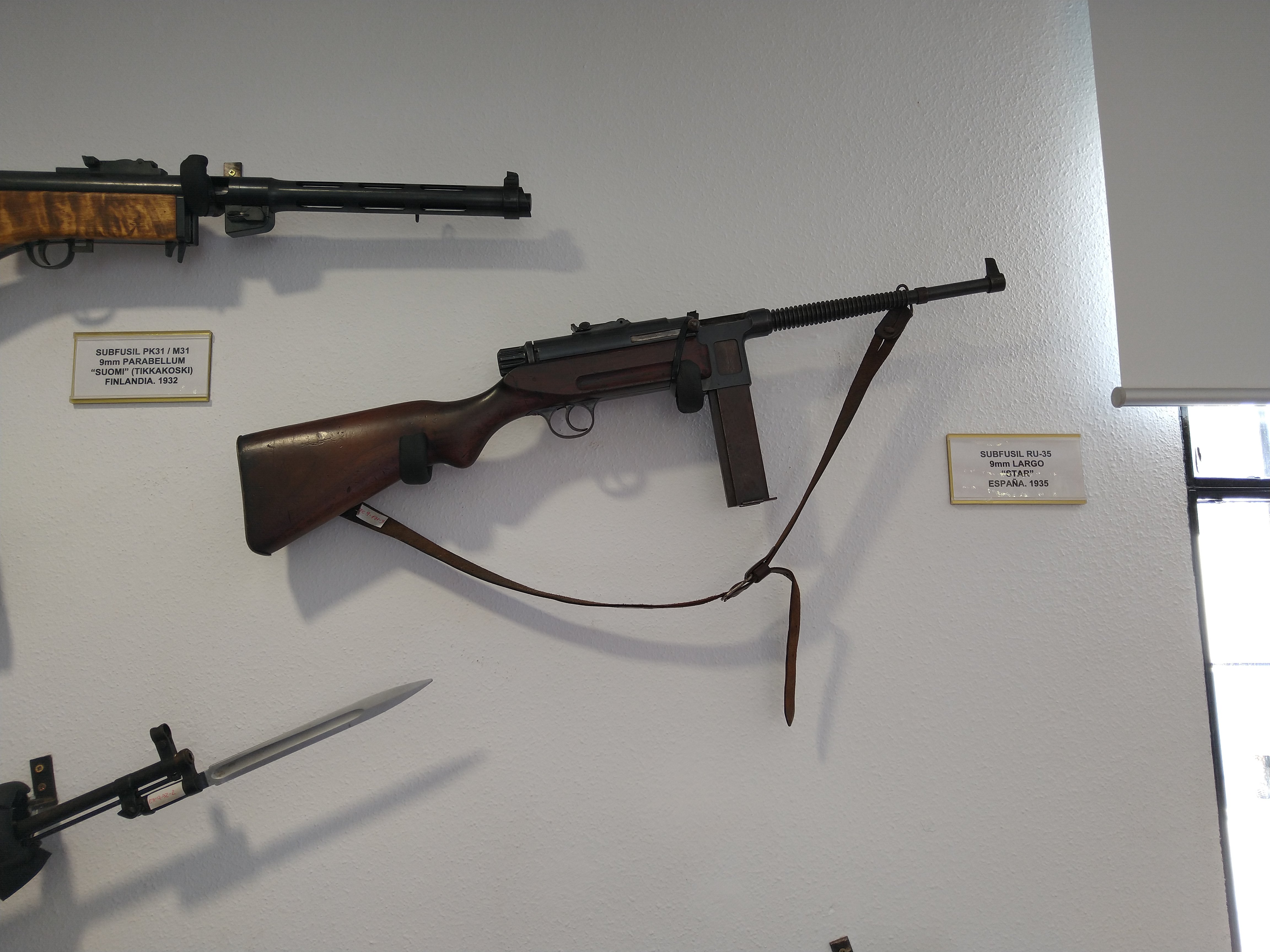
Un Star SI 35 exposé au Musée de la
Légion espagnole à Alméria.

 Les pistolets mitrailleurs Si35/RU35/TN35 furent produits par Star Bonifacio Echeverria S.A. Ces modèles se différencient par la cadence de tir et leur fabrication simplifiée. Ils ont été utilisés pendant la guerre civile espagnole.

## Présentation
Inspirées du MP28, ces armes possède une crosse semi-pistolet en bois, un chargeur droit placé sous l'arme et un manchon refroidisseur entourant le canon ; celui-ci possédant six rayures à droite. Le SI 35 possédait deux cadence de tir (rapide et lente). La détente faisait office de sélecteur de tir.Le RU 35 n'avait que la cadence lente et le TN 35 ne gardait que la cadence rapide. L'arme peut recevoir une baïonnette. Les SI35 et RU35 connurent le feu durant la Guerre civile espagnole. Les modèles TN 35 et Atlantic furent réservés à l'exportation mais les commissions d'essais de la France, le Royaume-Uni, l'Allemagne et les États-Unis les rejetèrent. Quelques PM de cette série armèrent les FFI dans le Sud-Ouest.

## Données numériques

### SI 35
- Munition : 9mm Largo
- Longueur : 90 cm
- Canon : 27 cm
- Masse à vide : 3,8 kg
- Chargeur: 10, 30 ou  40 cartouches
- Cadence de tir : 300 ou 700 coups par minute

### RU 35
- Munition : 9mm Largo
- Longueur : 90 cm
- Canon : 27 cm
- Masse à vide : 3,8 kg
- Chargeur: 10, 30 ou  40 cartouches
- Cadence de tir : 300 coups par minute

### TN 35
- Munition : 9mm Largo
- Longueur : 90 cm
- Canon : 27 cm
- Masse à vide : 3,8 kg
- Chargeur: 10, 30 ou  40 cartouches
- Cadence de tir : 700 coups par minute

### ATLANTIC
- Munition : 9mm Parabellum/.38 Super Auto/7,65mm Long
- Longueur : 90 cm
- Canon : 27 cm
- Masse à vide : 3,8 kg
- Chargeur: 10, 30 ou  40 cartouches
- Cadence de tir : 700 coups par minute